# Дацюк Галина Іванівна
Гали́на Іва́нівна Дацю́к (*6 березня 1956, Кордишів, Шумський район, Тернопільська область, УРСР) — українська журналістка, громадська діячка, головна редакторка головної редакції інформаційно-пізнавальних передач ТО «Культура» Національної радіокомпанії України; доцент, кандидат філологічних наук; член НСЖУ; живе й працює в місті Києві.

## З життєпису
Народилася у селі Кордишеві Шумського району Тернопільської області 6 березня 1956 року.
Закінчила у 1973 році Кременецьку школу — інтернат № 2 з золотою медаллю.
1973—1978 рр. — навчання в Київському державному університеті імені Тараса Шевченка на факультеті журналістики за спеціальністю «журналістика».

## На журналістській ниві
1978—1989 — кореспондентка, завідувачка відділу, член редколегії газети «Комсомольское знамя». 1989—1992 — редактор відділу листів журналу «Україна», 1992—2000 — завідувачка відділу, член редколегії газети «Независимость».
Друкувалася у всеукраїнських виданнях «Молодь України», «Робітнича газета», «Сільські вісті», «Літературна Україна», «Слово Просвіти». Публіцистичні виступи на сторінках газет та журналів присвячувала збереженню культурної спадщини України, гуманізації людських стосунків, відродженню традиційної культури та імен видатних українців, формуванню національної ідентичності.
Вперше у незалежній Україні здійснила ряд дослідницьких публікацій про громадську діячку, просвітительку, педагога С. Ф. Русову («Україна», ч.2-5). Започаткувала і вела авторські сторінки: «Посиденьки» у часописі «Україна» (1989—1992); «Українське відродження», «Від п'ятниці до п'ятниці», «Почуйте нас!» — у газеті «Независимость» — (1992—2000).
1989—1993 — видрукувала серію репортажів з 30-кілометрової Чорнобильської зони: «Одними долями — одними болями», «Хрест з єдиною дорогою», "Нам кожен день «гробки».
2010—2017 — головна редакторка головної редакції інформаційно-пізнавальних передач ТО «Культура». Ведуча прямоефірних передач: «Світ жінки», «Знакова постать», «Вечірні зустрічі», «На перетині думок», «Ранок на Радіо Культура». Її передачі — актуальні, значущі, суспільно-резонансні у культурному просторі України.
2003—2012 Дацюк Г. І. викладала в Інституті журналістики Київського національного університету імені Тараса Шевченка. Співавторка наукових розробок освітніх програм з формування толерантної журналістики та навчальних посібників з технологій успішних комунікацій.
Професійну журналістику поєднує з громадською роботою: очолює з 1995 року Київський жіночий центр «Спадщина», що реалізує культурологічні та журналістські програми. Брала участь у 4-ій Міжнародній жіночій конференції в Китаї (1995); Міжнародній конференції «Глобалізація і пам'ять» (Італія, 2004), виступивши з журналістським дослідженням «Трансформація української культури внаслідок голодомору в Україні 1932—1933».
Стажувалася в США (1998) за програмою «Попередження торгівлі людьми в Україні»; у Киргизстані, Таджикистані, Узбекистані (2000—2002) за програмами: «Культура діалогу — діалог культур».
Член Спілки журналістів України з 1985 року.

## Творчість
Авторка книг нарисів, кореспонденцій та репортажів:
- Світ очима жінки (1995),
- Благослови, душе моя Господа (1996),
- Ми — в історії (1998),
- Син неба (1999),
- Слава Богу за все (2001),
- Усна жіноча історія. Повернення (2003),
- Історія однієї фотографії (2007),
- Історія одного журналістського курсу (у співавторстві, 2008),
- На хресній дорозі. Історія родини Ліндфорсів-Русових у листуванні (2013),
- Янголи Небесної Чоти / Г.І. Дацюк. – Чернівці: Букрек, 2016. – 320 с.[4].
- Одна з нас [Текст] : незагублені історії / Г. Дацюк ; ред.: А. Білокобильська, Д. Білокобильська, І. Криворук. — Чернівці : Букрек, 2020. — 240 с. : іл[5].

Авторка сценаріїв документальних фільмів: «Верхівня», «Софіїн день», «На вівтарі із чорних нар», присвячених відродженню української культурної спадщини України.
З 2017 Дацюк Г. І. — авторка і ведуча передачі «Моя Історія» на UA: Радіо Культура, спрямованої на оприлюднення унікального досвіду жінок у науці, літературі, мистецтві, громадському русі, подолання гендерних стереотипів і гармонізації суспільства.

## Визнання
- Діяльність Дацюк Г. І. оцінена Почесними грамотами та дипломами Національної Спілки журналістів України (1988, 1990, 1991, 1992), золотою медаллю «Незалежність» Київської міської організації НСЖУ (2015); Подяками Київського міського голови (1998, 1999, 2001, 2003), відзнакою «Знак Пошани» (2006), медаллю імені Михайла Кравчука (2006), Почесним Знаком «Гордість Тернопілля» (2018).
- Лавреатка Всеукраїнських премій: імені Анатолія Погрібного (2012, перша лавреатка[7]), імені Софії Русової (2016)[8], імені Івана Огієнка (2017)[9].
- Біографія Дацюк Г. І. включена до Довідника Американського Біографічного Інституту «На знак визнання видатного внеску у прогрес XX сторіччя».